# Ilhéu Luís Carneiro
Ilhéu Luís Carneiro är en ö i Kap Verde.   Den ligger i kommunen Brava, i den sydvästra delen av landet, 120 km väster om huvudstaden Praia.